# Mastigoteuthis magna
Mastigoteuthis magna är en bläckfiskart som beskrevs av Louis Joubin 1913. Mastigoteuthis magna ingår i släktet Mastigoteuthis och familjen Mastigoteuthidae. Inga underarter finns listade i Catalogue of Life.

## Bildgalleri

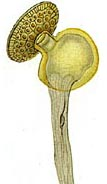
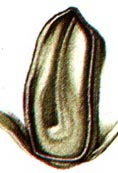